# De Klomp (Gelderland)
De Klomp is een kleine woonkern in de gemeente Ede, in de Nederlandse provincie Gelderland, tegen de grens van de Utrechtse gemeente Veenendaal aan. De Klomp ligt aan de oude rijksweg Utrecht - Arnhem (N224) en iets ten noorden ligt het dorp Ederveen. In 2023 had De Klomp 490 inwoners, waarvan de ene helft in het dorp woont en de andere helft in het buitengebied.
Het bekendst is het station, genaamd Veenendaal-De Klomp, gelegen aan het spoortraject Utrecht - Arnhem.
Sinds december 2012 is De Klomp afgesloten voor doorgaand autoverkeer. Dat wordt nu via de rondweg van Veenendaal langs De Klomp heen vanaf Rondweg Oost tot het station en daarna door naar het Veenendaalse industrieterrein "de Batterijen" geleid.

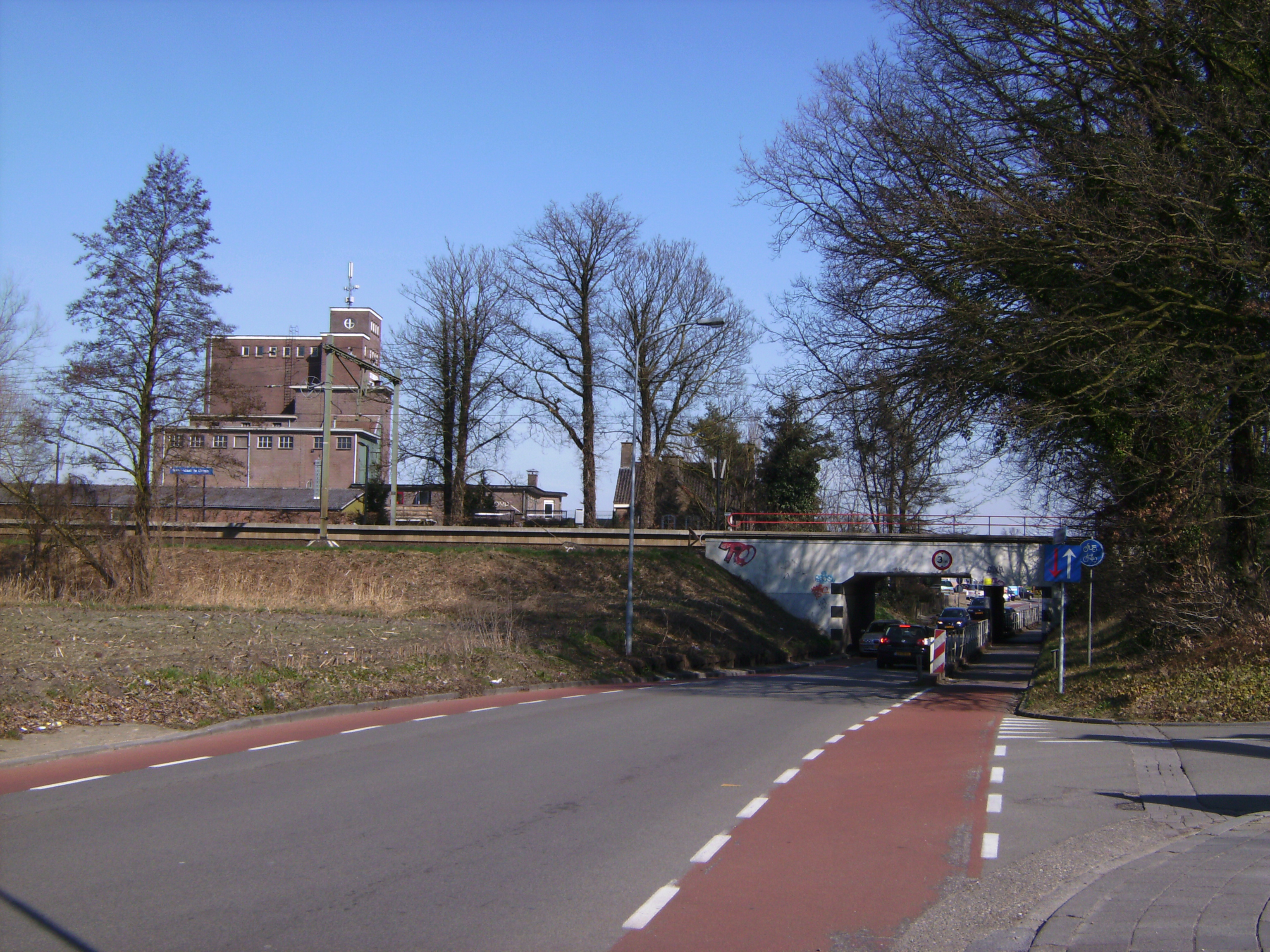
De Klomp, nabij station Veenendaal-de Klomp